# 日格蒙德·帕尔菲
日格蒙德·帕尔菲（1972年5月5日—），斯洛伐克男子冰球运动员。他曾代表斯洛伐克参加1994年、2002年和2010年冬季奥林匹克运动会冰球比赛，最好名次为2010年冬季奥运会的第四名。